# Lars G. Nordström
Lars Göran Nordström, född 1943, är en svensk jurist, bankman och företagsledare. 
Nordström har en juridik-utbildning från Uppsala universitet.
Under åren 1970–1993 hade han flera befattningar inom Skandinaviska Enskilda Banken, och var vice verkställande direktör från 1989. Under åren 1993–2000 hade han flera chefsbefattningar inom Nordeakoncernen. Han var verkställande direktör för Nordea åren 2002–2007, för svenska Posten 2008–2009 samt för Posten Norden 2009–2010. Han var 2011–2022 styrelseordförande för Vattenfall.
2008 invaldes han som ledamot av Ingenjörsvetenskapsakademien.

## Utmärkelser
- Kommendörstecknet av Finlands Vita Ros’ orden,  2006[7]

[Redigera Wikidata]